# Biserica de lemn „Sfântul Gheorghe” din Covurlui
Biserica de lemn „Sf. Gheorghe” cu clopotniță este o biserică amplasată în Covurlui, raionul Leova, Republica Moldova. Este un monument arhitectural de importanță națională inclus în Registrul monumentelor Republicii Moldova ocrotite de stat cu nr. 262 (raionul Leova). Datează din sec. XIX.